# Paweł Moszumański
Paweł Moszumański (ur. 1957 r. w Krakowie) – pianista, kompozytor i aranżer.

## Życiorys
Od 1975 r. aktywnie uczestniczył w życiu jazzowym Krakowa. Współpracował z takimi instrumentalistami jak: Janusz Muniak, Jarosław Śmietana, Witold Szczurek, Jacek Kochan, Andrzej Cudzich, Paweł Dalach, Adam Kawończyk, Zbigniew Czarnecki, Ryszard Jasiński.
W 1971 roku wziął, jako muzyk, udział w inscenizacji Wszystko dobre, co dobrze się kończy Williama Szekspira, a później w Dziadach Adama Mickiewicza – obydwa spektakle w reżyserii Konrada Swinarskiego w Starym Teatrze. Od tego czasu rozpoczęła się jego przygoda z muzyką w teatrze.
Skomponował muzykę do kilkudziesięciu spektakli dla teatrów na terenie kraju oraz poza granicą.
Stale współpracuje z reżyserem Pawłem Kamzą, ale również m.in. z reż.: B. Cioskiem, A. Weltchkiem, A. Sadowskim, J. Zoniem, B. Rudnickim, I. Bielską, J. Głombem, St. Banasiem.
Skomponował kilkaset piosenek, wiele utworów na chór, zespoły kameralne i orkiestrę.